# David A.R. White
David Andrew Roy White, född 12 maj 1970 i Dodge City, Kansas, är en amerikansk skådespelare, filmproducent, -regissör och -manusförfattare. 
Han växte upp i en mennonitfamilj i en småstad utanför Dodge City. Han började studera vid Moody Bible Institute innan han beslutade att flytta till Kalifornien som 19-åring. Där fick han snart en mindre roll i TV-serien Evening Shade under säsongerna 1990-94. Han spelade även gästroller i andra TV-serier. 
På film har han främst synts i filmer med kristna teman, bland annat The Moment After om uppryckandet och den yttersta tiden. Han har också producerat The Visitation (2006), baserad på en kristen roman av Frank Peretti. Han spelade mot Eric Roberts i Mercy Streets,  mot Chuck Norris i Bells of Innocence samt i God's Not Dead, som hand också producerade och som blev en stor biosuccé.
White är medgrundare till filmbolaget Pure Flix Entertainment, vars första film var Hidden Secrets. 2010 debuterade han som regissör med The Encounter. Sedan dess har han också regisserat Holyman Undercover,  Me Again och The Book of Esther.
White är gift med Andrea Logan White (ibland bara kallad Logan White).